# Dominikus Saku
Dominikus Saku (ur. 3 kwietnia 1960 w Taikas) – indonezyjski duchowny katolicki, biskup diecezjalny Atambua od 2007.

## Życiorys
Święcenia kapłańskie otrzymał 29 września 1992 i został inkardynowany do diecezji Atambua. Pracował przede wszystkim w seminariach duchownych w Atambua oraz w Kasang.
2 czerwca 2007 papież Benedykt XVI mianował go biskupem diecezjalnym Atambua. Sakry udzielił mu 21 września 2007 jego poprzednik - biskup Anton Pain Ratu.